# Арапиха (присілок)
Арапиха (рос. Арапиха) — присілок в Дальнеконстантиновському районі Нижньогородської області Російської Федерації.
Населення становить 24 особи. Входить до складу муніципального утворення Суроватихинська сільрада.

## Історія
Від 2009 року входить до складу муніципального утворення Суроватихинська сільрада.

## Населення
| 2002 | 2010 |
| ---- | ---- |
| 31   | ↘24  |